# Kultura baradosteńska
Kultura baradosteńska (również baradostyjska) – kultura górnopaleolityczna występująca w górskich masywach Zagrosu, rozwijała się w okresie od ok. 36 tys. lat p.n.e. do ok. 20 tys. lat p.n.e.
Nastąpiła po kulturach związanych z kręgiem mustierskim, stanowiła odpowiednik na tym terenie tzw. lewanto-oryniaku syropalestyńskiego.
Kultura wydzielona przez badacza Ralpha Soleckiego na podstawie analizy inwentarzy pochodzących z jaskini Szanidar znajdującej się w masywie górskim Baradost. Inne znane dotychczas stanowiska tej kultury mieszczą się w jaskiniach na pograniczu iracko-irańskim m.in. Yefteh, Ardżene i Pa Sangar. 
Zasiedlane jaskinie są położone na średnich wysokościach, na granicy ówczesnych górskich stref ekologicznych, co umożliwiało tzw. „gospodarkę pionową”. Polegała ona na przemieszczaniu się w górę i w dół stoków górskich, co zwiększało szansę napotkania różnej zwierzyny. Ograniczało to potrzebę zakładania obozowisk przejściowych, co spowodowało, że przedstawiciele tej kultury pozostawili po sobie mniej stanowisk archeologicznych od swoich poprzedników.
Polowali przede wszystkim na zwierzęta większe, jak jelenie, dzikie bydło, również kozice, gazele i onagery.
Na podstawie znalezionych narzędzi kamiennych zostały wydzielone dwie fazy tej kultury. W fazie wcześniejszej datowanej w przybliżeniu na 36-30 tys. lat p.n.e. występują małe, smukłe ostrza przypominające ostrza typu Kerms, tylczaki (blisko 40% materiału), drapacze i zgrzebła. W tej fazie szczególny nacisk zaznaczył się w produkcji wiórów nieretuszowanych. W fazie późniejszej, datowanej na okres od ok. 30-20 tys.lat p.n.e. znaleziska wzbogacają się w rylce klinowate i wielonegatywowe oraz pierwsze narzędzia mikrolityczne (należące do najstarszych na Bliskim Wschodzie).
Wśród znalezisk w jaskiniach występują też palety kamienne, prawdopodobnie do rozcierania grudek ochry. Odnaleziono również muszle morskie w jaskini Pa Sangar i wyroby z obsydianu w warstwie „C” jaskini Szanidar.